# Place des Victoires

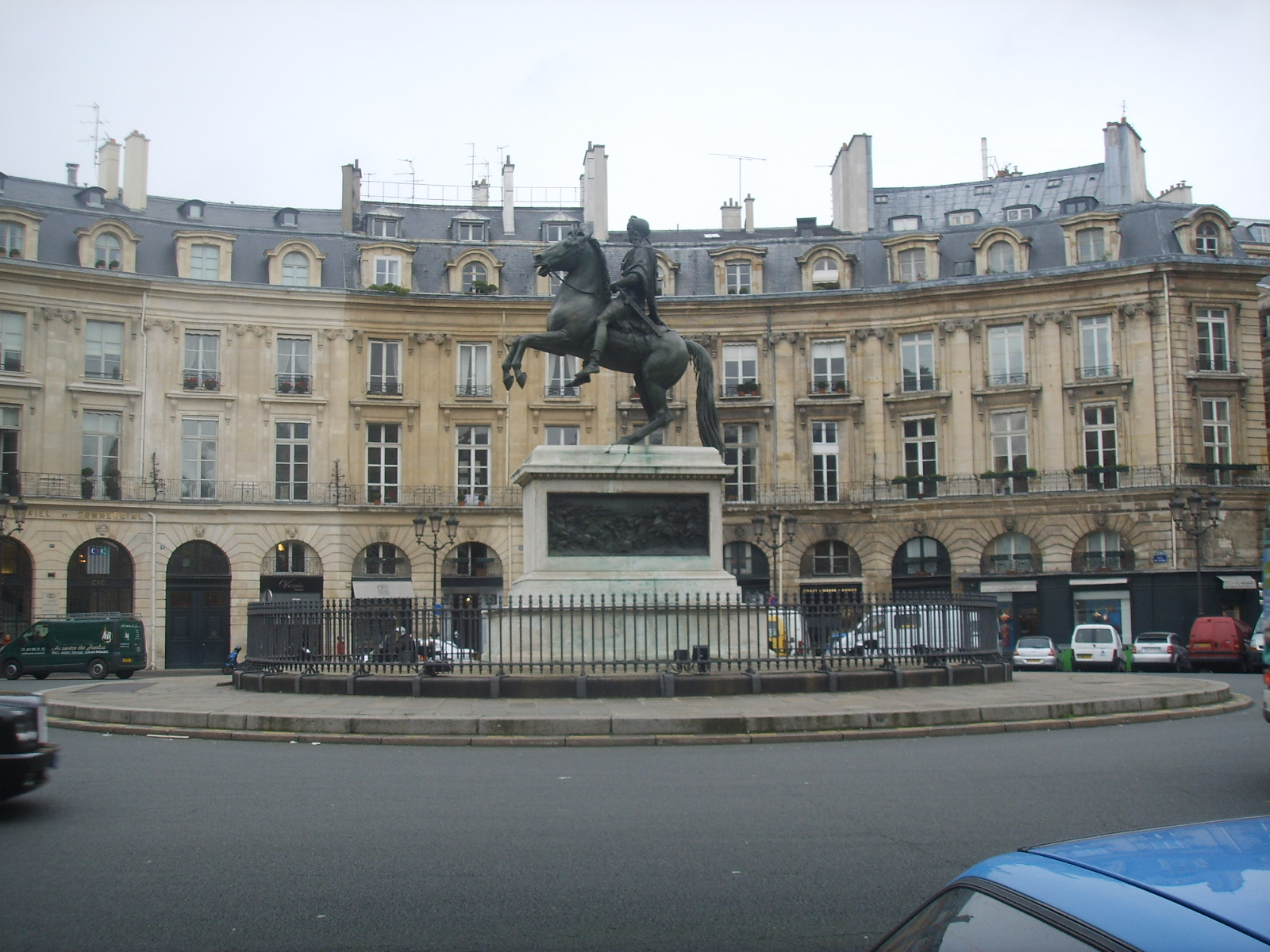
Place des Victoires

Place des Victoires (Piazza delle Vittorie) è una piazza di Parigi situata al confine tra il I e il II arrondissement.
La scenografica piazza venne creata per Luigi XIV dall'architetto Jules Hardouin-Mansart, con una pianta circolare, edifici uniformi stilisticamente e una statua del sovrano al centro, che si rapportava armonicamente con i palazzi attorno.
La statua durante la Rivoluzione francese venne distrutta, venendo ripristinata in seguito da un'altra (di François Joseph Bosio, 1828), che, sembra, non abbia le dimensioni ottimali per armonizzarsi con gli edifici circostanti come quella originaria. Tra i palazzi, sono originari solo quelli ai numeri 4-12.
Un tempo si affacciava sulla piazza un monastero agostiniano, pure andato perduto con la furia rivoluzionaria, del quale rimane solo la chiesa di Notre-Dame des Victoires, costruita tra il 1629 e il 1740 ispirandosi alla Chiesa del Gesù di Roma; all'interno custodisce sette preziose tele settecentesche di Carl Van Loo.

## Monumenti

### Il monumento centrale
Dalla sua creazione sino ai nostri giorni, il centro della piazza ha visto quattro monumenti succedersi:
- 1686-1792: statua di bronzo in piedi di Luigi XIV
- 1792-1810: piramide in legno
- 1810-1822: statua del generale Desaix
- dal 1822: statua equestre di Luigi XIV.

#### Ancien Régime

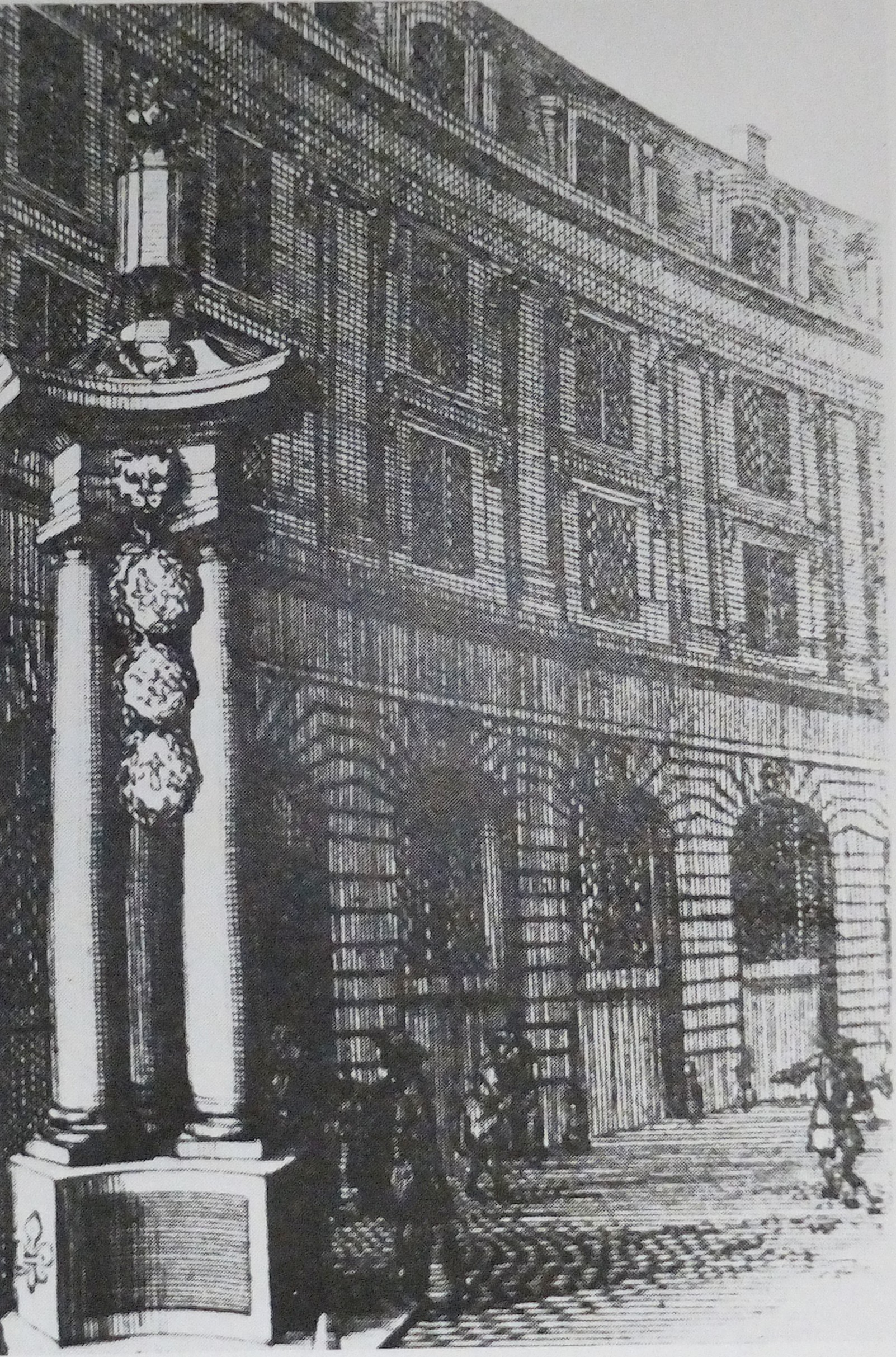
Uno dei quattro lampioni artistici in un'incisione del 1686.

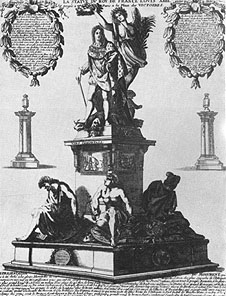
Statua in piedi di Luigi XIV realizzata ad opera di Martin Desjardins, inaugurata nel 1686.

La statua originale era opera dello scultore Martin Desjardins e rappresentava Luigi XIV in piedi. Il re era raffigurato con gli abiti dell'incoronazione, mentre ai suoi piedi si trovava un cerbero rappresentante la Quadruplice alleanza. Al basamento si trovavano quattro personaggi di bronzo che rappresentavano allegoricamente ciascuna delle nazioni vinte da Luigi XIV con sentimenti differenti (la Rassegnazione, l'Abbattimento, la Collera e la Speranza) oltre alla presenza di bassorilievi e ditirambi sulla gloria militare del re e la firma del trattato di Nimega. Questi elementi decorativi sono ancora oggi esposti al museo del Louvre.
La piazza accoglieva anche quattro lampioni monumentali progettati in contemporanea. Essi erano composti da quattro colonne di marmo bicolore che terminavano con un grande lampione da marina posto su una base di marmo rosso. Tra le colonne si trovavano sei medaglioni di bronzo del diametro di 77 cm. I lampioni vennero progettati da Jérôme Derbais, Dezaige e Jesseaume, su disegno di Jean Bérain e i 24 medaglioni vennero invece realizzati dallo scultore Jean Arnould. Nel 1699, vennero tolti i lampioni superiori e nel 1718 le colonne vennero smontate e poste presso la Cattedrale di Saint-Étienne di Sens. I medaglioni andarono perduti nella maggior parte e solo pochi se ne sono conservati ad oggi e sono esposti al museo del Louvre.

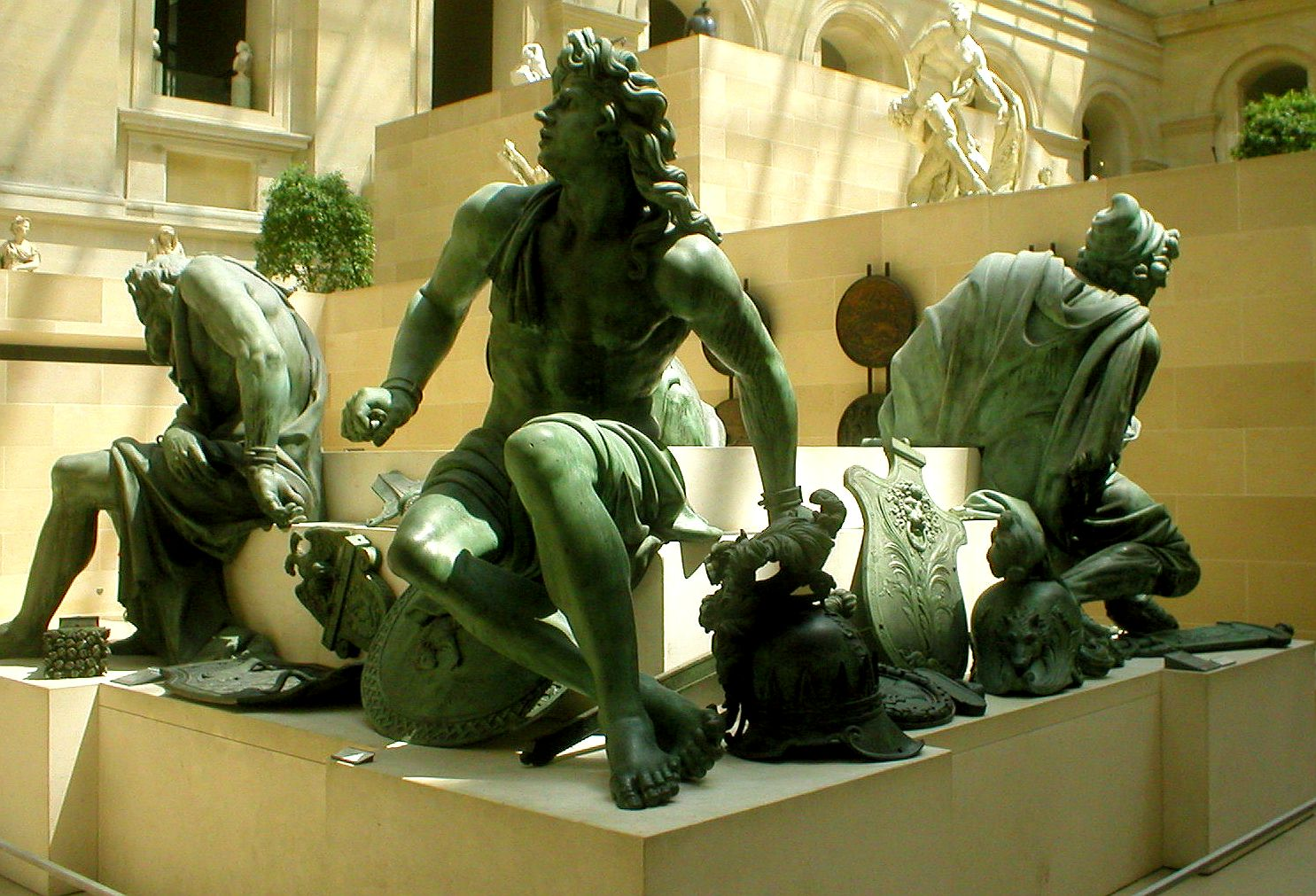
Elementi recuperati del basamento originale della place des Victoires, Louvre.
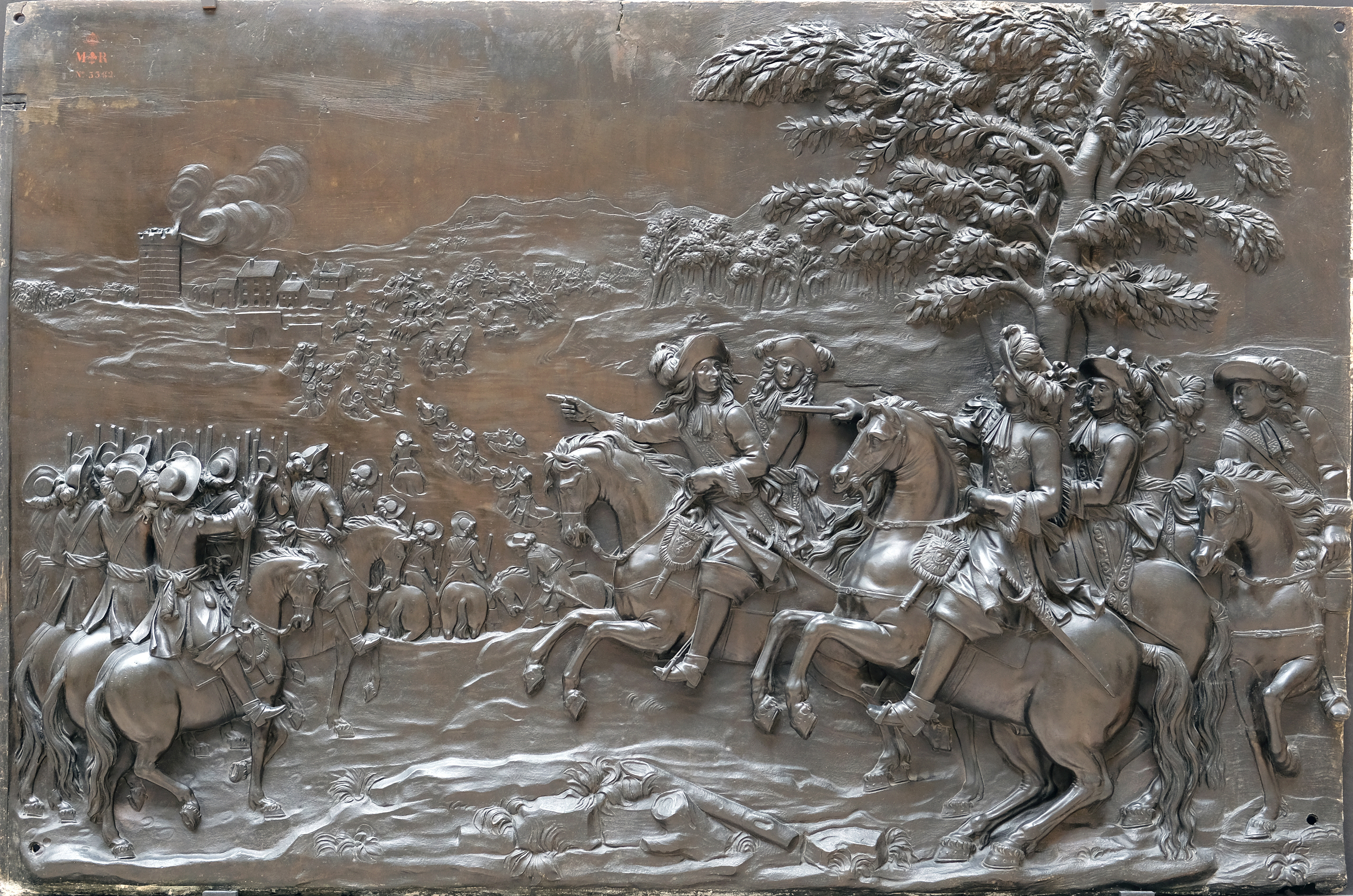
Il Passaggio del Reno.
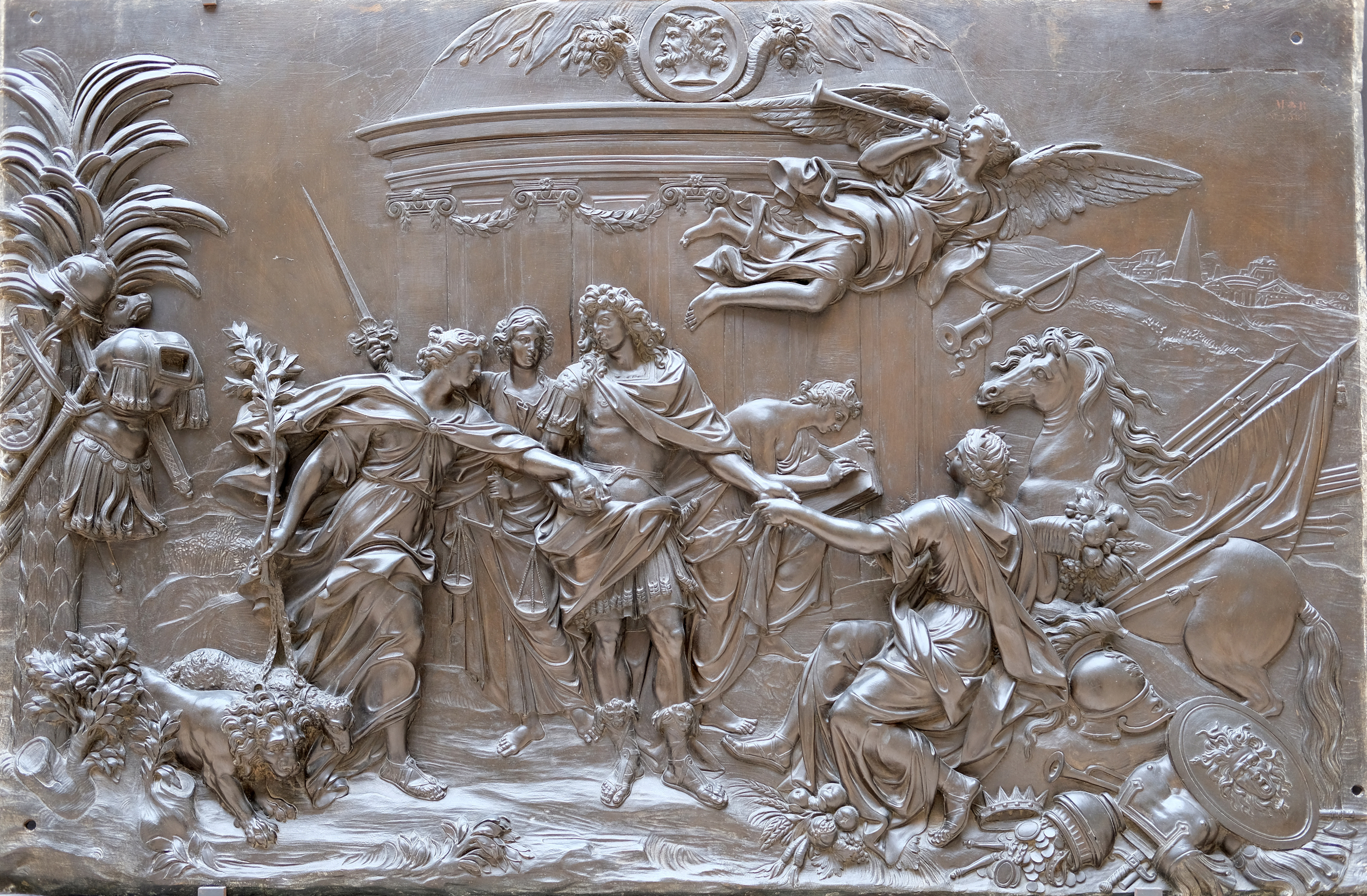
La Pace di Nimega.
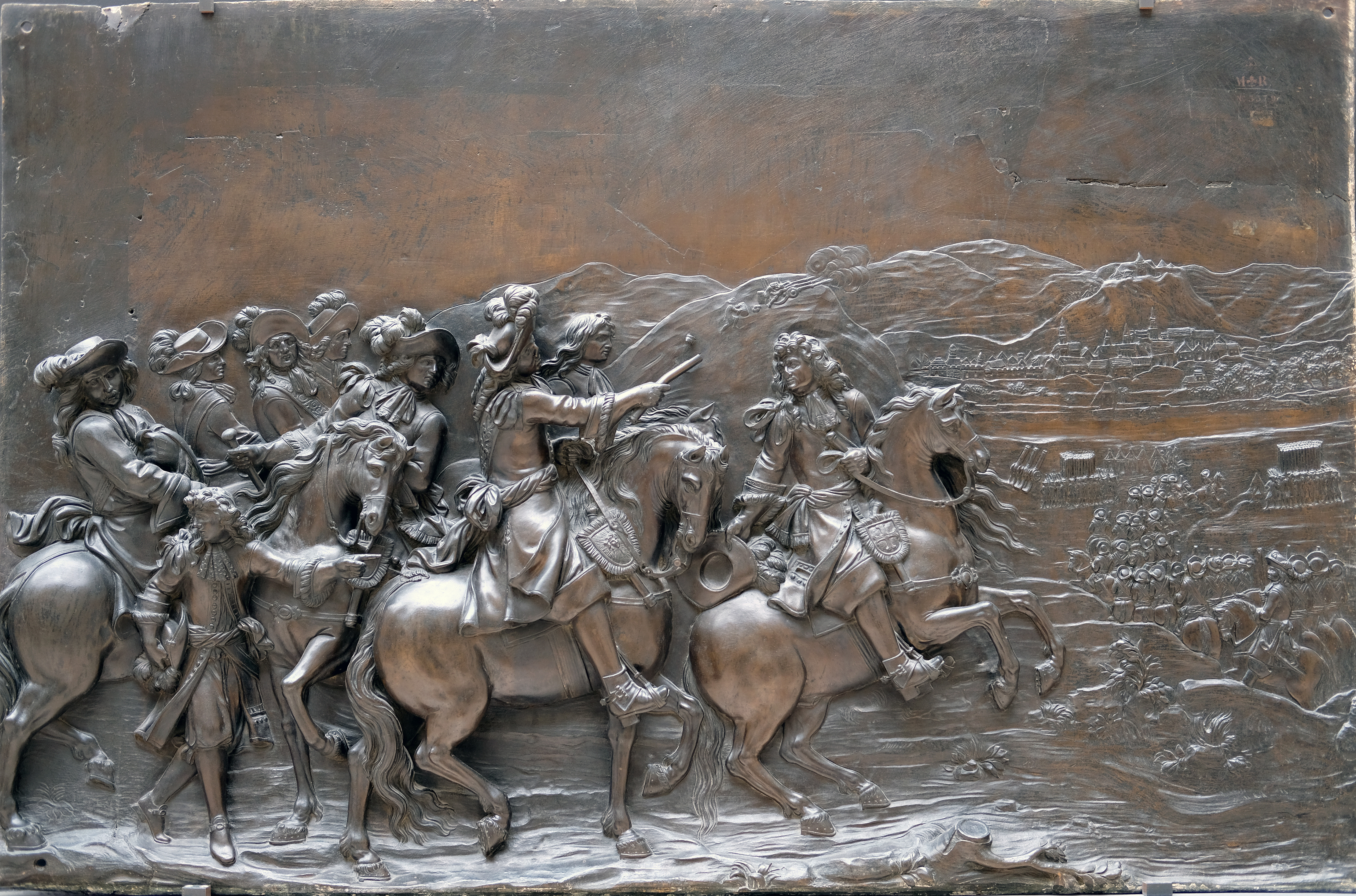
La Conquista della Franca Contea.

#### La Rivoluzione, il Consolato e l'Impero

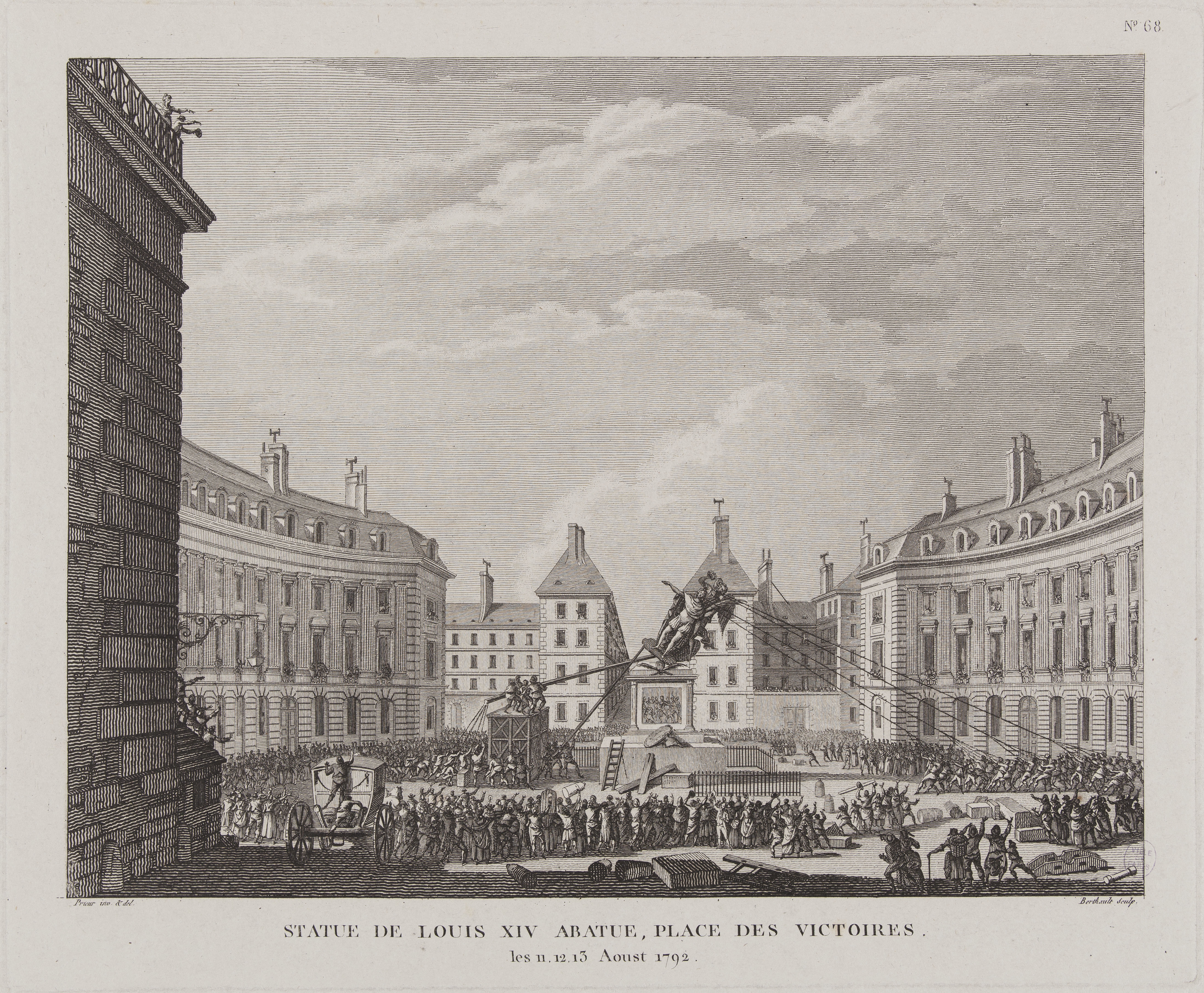
Lo smontaggio della prima statua nell'anno 1792, in un'incisione pubblicata nel 1823.

Nel 1792, la statua di Luigi XIV venne abbattuta dai rivoluzionari e venne fusa per produrvi dei cannoni. Essa venne rimpiazzata da una piramide di legno coi nomi dei cittadini morti nel corso della giornata del 10 agosto 1792. Secondo il racconto popolare, Napoleone I donò in seguito il legno della piramide ad un corpo di guardia che in seguito lo utilizzò come legna da ardere per scaldarsi.

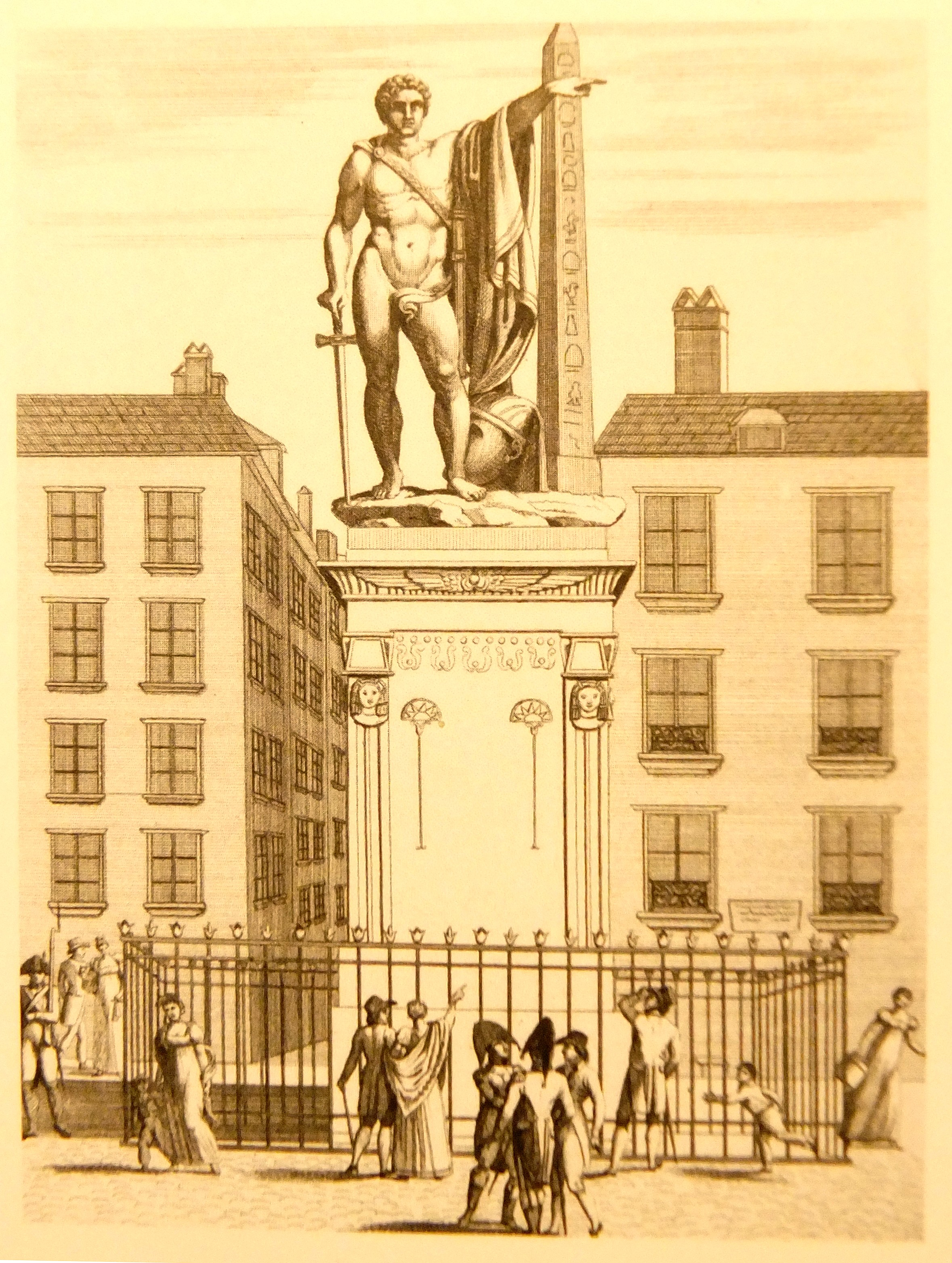
Monumento eretto in onore del generale Desaix nel 1810.

Erigere una nuova statua in place des Victoires fu una delle prime decisioni del Consolato il 25 novembre 1799. Il primo progetto, presentato nel 1800 dopo la morte in concomitanza di Jean-Baptiste Kléber e Louis Charles Antoine Desaix consisteva in un gruppo glorificante i due eroi militari. Il 27 settembre 1800, il primo console Bonaparte posò la prima pietra di un'edicola a forma di tempio egiziano per onorare i due uomini, ma i lavori non terminarono mai.
Un decreto del 1802 soppresse l'opera di Kléber, ufficialmente per ragioni artistiche, ma verosimilmente per questioni politiche. La statua di bronzo del generale Desaix venne quindi commissionata a Claude Dejoux da erigersi al centro della piazza, su un piedistallo riportante dei bassorilievi con le principali battaglie combattute dal generale, su progetto dell'architetto Jean-Arnaud Raymond. Un primo progetto rappresentava Desaix morente, sostenuto da Marte, dio della Guerra, ma Bonaparte desiderava rappresentarlo in maniera gloriosa. Il medesimo, divenuto imperatore, inaugurò il monumento il 15 agosto 1810, giorno di festa nazionale e religiosa, dopo dieci anni di lavoro. La statua era alta cinque metri e mezzo, su una base di sei metri. Essa rappresentò infine il generale Desaix in piedi, col braccio proteso verso sud-est in direzione dell'Italia e dell'Egitto, le due campagne dove ebbe modo di distinguersi. Un obelisco di granito rosa completava la composizione. Su consiglio di Dominique Vivant Denon, il generale venne rappresentato "all'antica", ovvero sulla forma di un "nudo idealizzato ed eroico". La nudità creò da subito una polemica e la statua venne inizialmente coperta da una palizzata di legno per metà e poi definitivamente ritirata dalla piazza nel 1814. Il bronzo di cui era realizzata venne fuso per fabbricare la statua equestre di Enrico IV presso il pont Neuf.

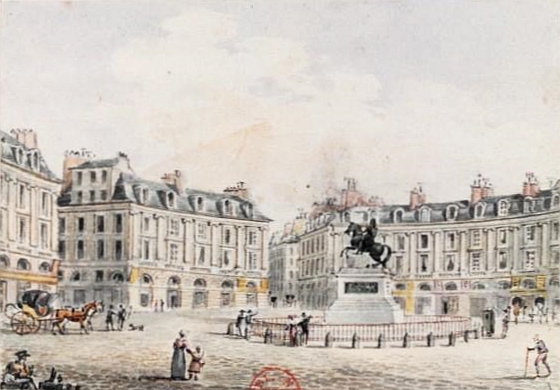
La piazza e la statua alla fine del XIX secolo.

#### Dopo la Restaurazione
La statua attuale venne inaugurata il 25 agosto 1822. Opera di François Joseph Bosio, rappresenta Luigi XIV a cavallo. Per l'atteggiamento del cavaliere e del cavallo, lo scultore si ispirò al celebre Il cavaliere di bronzo di Falconet che rappresenta lo zar Pietro il Grande a San Pietroburgo. La scultura è stata restaurata nel 2005.